# Nermedin Selimov
Nermedin Selimov, född den 3 januari 1954 i Bisertsi, Bulgarien, är en sovjetisk brottare som tog OS-brons i flugviktsbrottning i fristilsklassen 1980 i Moskva. 